# اودبولت (آیووا)
اودبولت (به انگلیسی: Odebolt) شهری در ایالت آیووا کشور ایالات متحده آمریکا است که جمعیت آن در سرشماری سال ۲۰۱۰ میلادی، ۱٬۰۱۳ نفر بوده‌است.